# Margaritopsis lanceifolia
Margaritopsis lanceifolia är en måreväxtart som beskrevs av Ignatz Urban. Margaritopsis lanceifolia ingår i släktet Margaritopsis och familjen måreväxter.
Artens utbredningsområde är Haiti. Inga underarter finns listade i Catalogue of Life.